# Hooters

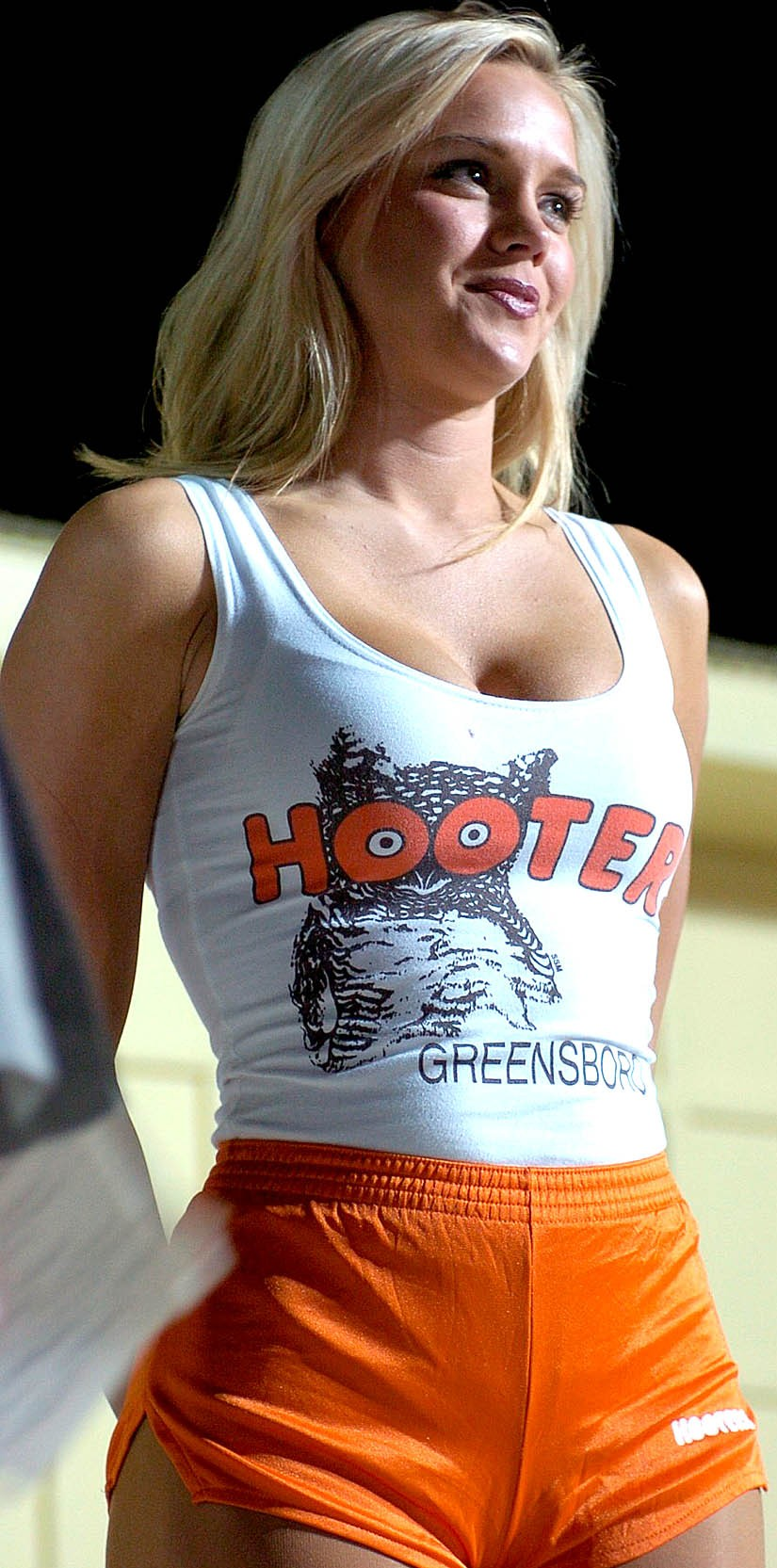
Melissa Poe uma das garotas hooter no calendario Hooters vestindo o tradicional uniforme.

Hooters of America, Inc., conhecido como Hooters é uma cadeia de restaurantes casual dinning americana, com estabelecimento em várias partes do mundo.
Hooters se foca na clientela masculina contando com mulheres trajadas com roupas sensuais e de patins.